# John Ingebrigt Rognes
John Ingebrigt Rognes (18 de junho de 1902 – 30 de julho de 1949) foi um oficial militar norueguês e pioneiro de Milorg .

## Carreira
Rognes nasceu em Trondheim, filho do policial I. Rognes e Marie Johanne Iversen, e era casado com Ragna Brandt. Ele se formou na Academia Militar Norueguesa em 1924. Durante a ocupação da Noruega pela Alemanha nazista, ele organizou a resistência militar inicial, junto com Olaf Helset e Paal Frisvold . Em 1941 ele fugiu para o Reino Unido, onde assumiu uma posição central com o exército norueguês no exílio na Grã-Bretanha.